# Anne Erroll
Anne Drummond, grevinna av Erroll, död 1719, var en skotsk jakobit och naturalist. Hon bidrog till referensböcker om Skottlands historia och fauna. Hon är även känd för att deltagit i en konspiration att placera Jakob Edvard Stuart på tronen.